# Ежов, Николай Иванович
Никола́й Ива́нович Ежо́в (8 (20) апреля 1895, Ковно (либо Вейвяряй), Российская империя — 4 февраля 1940 [по данным 7-го фонда ЦА ФСБ РФ, озвученным А. Павлюковым, К. Скоркиным, Н. Петровым и М. Янсеном, — 6 февраля 1940], подвал Верховного суда СССР, Москва, РСФСР, СССР) — советский партийный и государственный деятель, генеральный комиссар госбезопасности (с 28 января 1937 года, 24 января 1941 года лишён звания).
Председатель Комиссии партийного контроля при ЦК ВКП(б) (1935—1939), член Оргбюро ЦК ВКП(б) (1934—1939), секретарь ЦК ВКП(б) (1935—1939), кандидат в члены Политбюро ЦК ВКП(б) (1937—1939). Народный комиссар внутренних дел СССР (1936—1938), народный комиссар водного транспорта СССР (1938—1939). Бисексуал.
На посту наркома внутренних дел, действуя под руководством Сталина, Ежов стал одним из главных организаторов массовых репрессий 1937—1938 годов, известных как Большой террор. 1937 год, на всём протяжении которого Ежов возглавлял НКВД, стал символическим обозначением репрессий, а сам период, на которые пришёлся пик репрессий советского времени, получил название «ежовщина». В 1939 году негласно арестован, а спустя год так же негласно расстрелян по ряду обвинений, в частности в шпионаже, подготовке антисоветского государственного переворота, терроризме (ст. 58-1 «а», ст. 58-5, п.п. 2 и 8 ст. 19-58, ст. 58-7, ст. 136 «г», ч. 2 ст. 154 «а» УК РСФСР). В 1998 году Военная коллегия Верховного суда РФ признала Ежова не подлежащим реабилитации.

## Биография

### 1895—1916 годы
Сведения о родителях Николая Ежова и первых годах жизни противоречивы. В своих анкетах и автобиографиях Ежов утверждал, что родился в 1895 году в Санкт-Петербурге в семье русского рабочего-литейщика, однако на допросах признался, что отец был содержателем пивнушки и публичного дома. В анкетах за 1922 и 1924 писал: «объясняюсь на польском и литовском языках».
Согласно записи в метрической книге Воскресенской церкви в Ковно, Николай родился 8 (20) апреля 1895 года в семье крестьянина из Тульской губернии Ивана Ивановича Ежова и его жены Анны Антоновны. А. Павлюков указывает в своей биографии Николая Ежова, что его отец был уроженцем села Волхонщина, который отслужил в Литве срочную службу в музыкантской команде 111-го Донского пехотного полка, стоявшего в городе Ковно. Отслужив положенный срок, он остался там же на сверхсрочную, женился на местной девушке-литовке, а после выхода в отставку переехал в соседнюю Сувалкскую губернию и устроился «на работу» в земскую стражу (полицию). На момент рождения Николая семья, судя по всему, проживала в селе Вейвяряй Мариампольского уезда, а три года спустя, когда отец получил повышение и был назначен земским стражником Мариампольского городского участка, — переехала в Мариамполь. Здесь мальчик отучился три года в начальном училище, а в 1906 году был отправлен к родственнику в Петербург, учиться портняжному ремеслу.
По официальной версии[уточнить], с 1911 года Николай Ежов работал учеником слесаря на Путиловском заводе, однако архивными документами это не подтверждается. В 1913 году он уехал из Петербурга и провёл какое-то время у родителей, в Сувалкской губернии, а затем в поисках работы жил в других местах, и даже за границей, в Тильзите (Восточная Пруссия).
В июне 1915 года добровольцем пошёл в Русскую императорскую армию. Пройдя обучение в 76-м запасном пехотном батальоне (город Тула), был направлен на Северо-Западный фронт, в 172-й Лидский пехотный полк. 14 августа 1915 года Ежов, заболевший и к тому же легко раненый, был отправлен в тыл. В начале июня 1916 года Ежов, признанный негодным к строевой службе по причине очень маленького роста (151 см), направлен в тыловую артиллерийскую мастерскую в Витебске. Здесь его сначала использовали в основном в караулах и нарядах, а с конца 1916 года его, как самого грамотного из солдат, назначили писарем.

### Вступление в РСДРП (август 1917)
Как следует из анкет, заполненных Ежовым в начале 1920-х годов, в РСДРП(б) его приняли 5 мая 1917 года. С 1927 года он начинает называть другую дату — март 1917 года. В действительности, как пишет А. Павлюков, согласно документам Витебской городской организации РСДРП (интернационалистов), в которую входили как большевики, так и меньшевики-интернационалисты, в её ряды Николай Ежов вступил 3 августа 1917 года.
Осенью 1917 года Ежов заболел, попал в госпиталь, а по возвращении в часть 6 января 1918 года был уволен в отпуск по болезни сроком на шесть месяцев и уехал к родителям, которые к этому времени перебрались в Вышневолоцкий уезд Тверской губернии. С августа 1918 года работал на стекольном заводе в Вышнем Волочке.
В период пребывания Ежова во главе НКВД деятельность 22-летнего тылового писаря во время октябрьской революции преувеличивалась и мифологизировалась; так, в первом издании «Краткого курса истории ВКП(б)» утверждалось, что в октябре 1917 года «на западном фронте, в Белоруссии, подготовлял к восстанию солдатскую массу т. Ежов».

### Партийная карьера (с 1919)
В апреле 1919 года был призван на службу в Красную армию, направлен на саратовскую базу радиоформирований (позднее — 2-я казанская база), где он сначала служил рядовым, а потом — переписчиком при комиссаре управления базы. В октябре 1919 года занял должность комиссара школы, в которой обучали радиоспециалистов, в апреле 1921 года стал комиссаром базы, одновременно избирается заместителем заведующего агитационно-пропагандистским отделом Марийского обкома РКП(б).
В июле 1921 года зарегистрировал брак с Антониной Титовой, которая вскоре после свадьбы отправилась в Москву, а в сентябре того же года — добилась перевода в столицу и своего мужа в связи с его переходом на партийную работу.
За «принципиальность» к оппозиции решением Оргбюро ЦК РКП(б) от 10 февраля 1922 года его направляют ответственным секретарём Марийского обкома партии.
- Март—октябрь 1922 — ответственный секретарь Марийского обкома РКП(б)[22], отбыв в октябре 1922 года в отпуск, назад Ежов не вернулся[21].
- 1923, март — 1924 — ответственный секретарь Семипалатинского губкома РКП(б), утверждается, что направил его в Казахстан Валериан Куйбышев[23].
- 1924—1925 годы — заведующий орготделом Киргизского обкома ВКП(б),
- 1925—1926 годы — заместитель ответственного секретаря Казакского крайкома ВКП(б), работал под началом Ф. И. Голощёкина, с которым у него был роман[24].

Делегат XIV съезда партии (декабрь 1925 года). На съезде познакомился с партийным аппаратчиком И. М. Москвиным. В феврале 1926 года тот стал заведующим Орграспредотделом ЦК ВКП(б) и в феврале 1927 года пригласил Ежова к себе в отдел инструктором.

Позднее Москвин писал о своём подчинённом:
Я не знаю более идеального работника, чем Ежов. Вернее, не работника, а исполнителя. Поручив ему что-нибудь, можно не проверять и быть уверенным — он всё сделает. У Ежова есть только один, правда, существенный недостаток: он не умеет останавливаться. Иногда существуют такие ситуации, когда невозможно что-то сделать, надо остановиться. Ежов — не останавливается. И иногда приходится следить за ним, чтобы вовремя остановить…
Проработав в Орграспредотделе до 1929 года, Ежов в течение года был заместителем наркома земледелия СССР, а в ноябре 1930 года вернулся в Орграспредотдел заведующим, заняв место своего бывшего начальника, которого перевели на должность заместителя председателя ВСНХ. Именно к ноябрю 1930 года относится знакомство Ежова со Сталиным.
Орграспредотделом Ежов заведовал до 1934 года, реализуя на практике кадровую политику Сталина. В 1933—1934 годах входит в Центральную комиссию ВКП(б) по «чистке» партии. На состоявшемся в январе-феврале 1934 года XVII съезде партии Ежов возглавил мандатную комиссию. В феврале 1934 года избран членом ЦК, Оргбюро ЦК и заместителем председателя Комиссии партийного контроля при ЦК ВКП(б). С февраля 1935 года — председатель КПК, секретарь ЦК ВКП(б).
С марта 1934 по март 1935 года возглавлял промышленный отдел ЦК ВКП(б), с декабря 1934 по февраль 1936 года — отдел руководящих партийных органов ЦК ВКП(б); исполнял обязанности (с марта 1934 по январь 1936 г.) заведующего отделом планово-торгово-финансовых органов ЦК ВКП(б) и (с февраля по август 1935 г.) политико-административного отдела ЦК ВКП(б).

В 1934—1935 годах Ежов с подачи Сталина фактически возглавил следствие по делу об убийстве Кирова и Кремлёвскому делу, увязав их с деятельностью бывших оппозиционеров — Зиновьева, Каменева и Троцкого. Как свидетельствует историк О. В. Хлевнюк, на этой почве Ежов фактически вступил в заговор против наркома внутренних дел НКВД Ягоды и его сторонников с одним из заместителей Ягоды Я. С. Аграновым; так, в 1936 году Агранов на совещании в НКВД сообщал: 
Ежов вызвал меня к себе на дачу. Надо сказать, что это свидание носило конспиративный характер. Ежов передал указание Сталина на ошибки, допускаемые следствием по делу троцкистского центра, и поручил принять меры, чтобы вскрыть троцкистский центр, выявить явно невскрытую террористическую банду и личную роль Троцкого в этом деле. Ежов поставил вопрос таким образом, что либо он сам созовёт оперативное совещание, либо мне вмешаться в это дело. Указания Ежова были конкретны и дали правильную исходную нить к раскрытию дела
С 12 октября 1937 года — кандидат в члены Политбюро ВКП(б).

### Во главе НКВД (1936)
В сверкании молний ты стал нам знаком,

Ежов, зоркоглазый и умный нарком.

Великого Ленина мудрое слово

Растило для битвы героя Ежова.
— Из стихотворения Джамбула,

народного поэта Казахстана
в переводе К. Алтайского
Опубликовано в газете «Пионерская правда»

20 декабря 1937 года

Известна также «Песнь о батыре Ежове»

тех же авторов.

25 сентября 1936 года находившийся в отпуске И. В. Сталин и А. А. Жданов отправили в Москву шифротелеграмму следующего содержания:
ЦК ВКП(б). Тт. Кагановичу, Молотову и другим членам политбюро ЦК. Первое. Считаем абсолютно необходимым и срочным делом назначение тов. Ежова на пост наркомвнудел. Ягода явным образом оказался не на высоте своей задачи в деле разоблачения троцкистско-зиновьевского блока ОГПУ, опоздал в этом деле на 4 года. Об этом говорят все партработники и большинство областных представителей наркомвнудела. Замом Ежова в наркомвнуделе можно оставить Агранова… Что касается КПК, то Ежова можно оставить по совместительству, а первым заместителем Ежова по КПК можно было бы выдвинуть Яковлева Якова Аркадьевича… Ежов согласен с нашими предложениями… Само собой понятно, что Ежов остаётся секретарём ЦК
26 сентября 1936 года назначен Народным комиссаром внутренних дел СССР, сменив на этом посту Генриха Ягоду. 1 октября 1936 года Ежов подписал первый приказ по НКВД о своём вступлении в исполнение обязанностей наркома.
Как и его предшественнику Генриху Ягоде, Ежову подчинялись и органы государственной безопасности (ГУГБ НКВД СССР), и милиция (УРКМ), и пограничные войска, и ГУЛАГ, вспомогательные службы, такие, как управления шоссейных дорог (ГУШОСДОР) и пожарной охраны. Не доверяя кадрам Ягоды и проведя аресты и осуждение ключевых фигур в ГУГБ НКВД СССР в 1937—1938 гг. (Г. Е. Прокофьев, Л. Г. Миронов, М. И. Гай, Г. А. Молчанов, А. М. Шанин, И. М. Островский, К. В. Паукер, П. П. Буланов и др.), в качестве кадровой базы НКВД СССР избрал выдвиженцев Е. Г. Евдокимова в органах ОГПУ—НКВД Северного Кавказа (Н. Г. Николаев-Журид, И. Я. Дагин, С. Н. Миронов-Король, А. М. Минаев-Цикановский, Я. А. Дейч, И. П. Попашенко, М. А. Волков-Вайнер, М. А. Листенгурт и др.), пограничников командующего погранвойсками комкора М. П. Фриновского, которого Ежов фактически назначил своим первым заместителем, а также всячески продвигал в органы партийных выдвиженцев (В. Е. Цесарский, И. И. Шапиро, М. И. Литвин и др.).
На новом посту Ежов занимался координацией и осуществлением репрессий против лиц, подозревавшихся в антисоветской деятельности, шпионаже (статья 58 УК РСФСР), «чистками» в партии, массовыми арестами и высылками по социальному, организационному, а затем и национальному признаку. Систематический характер эти кампании приняли с лета 1937 года, им предшествовали подготовительные репрессии в самих органах госбезопасности, которые «чистили» от сотрудников Ягоды. 2 марта 1937 года в докладе на пленуме ЦК ВКП(б) он выступил с резкой критикой подчинённых, указав на провалы в агентурной и следственной работе. Пленум одобрил доклад и поручил Ежову навести порядок в органах НКВД. Из сотрудников госбезопасности с 1 октября 1936 года по 15 августа 1938 года было арестовано 2273 человека, из них за «контрреволюционные преступления» — 1862. 17 июля 1937 года Ежов был награждён орденом Ленина «за выдающиеся успехи в деле руководства органами НКВД по выполнению правительственных заданий».
Именно при Ежове появились так называемые разнарядки местным органам НКВД с указанием числа людей, подлежащих аресту, высылке, расстрелу или заключению в лагеря или тюрьмы.

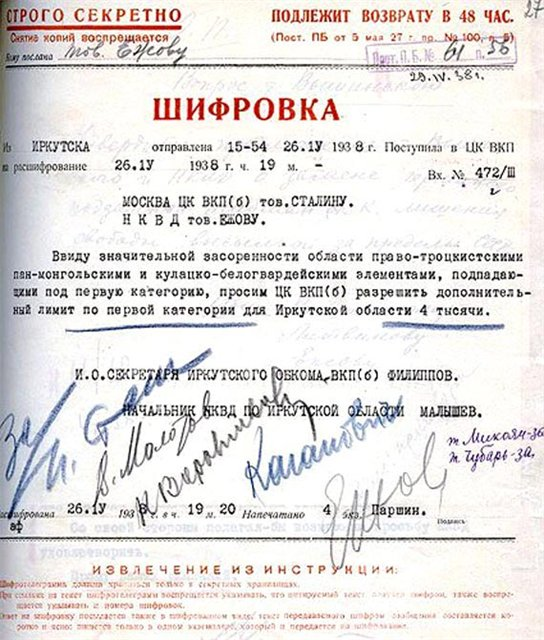
Шифровка от и. о. секретаря Иркутского обкома Филиппова и начальника НКВД Иркутской обл. Малышева с просьбой об увеличении лимита по первой категории (расстрел) с резолюциями членов Политбюро

30 июля 1937 года был подписан приказ НКВД № 00447 «Об операции по репрессированию бывших кулаков, уголовников и других антисоветских элементов».
Для ускоренного рассмотрения тысяч дел в ходе национальных операций НКВД (польской, немецкой, латышской, финской, бессарабской, харбинской и др.) использовались внесудебные репрессивные органы, так называемая «Комиссия НКВД и прокурора СССР» (в неё входил сам Ежов) и тройки НКВД СССР на уровне республик и областей (кулацкая операция НКВД).
С января 1937 года по август 1938 года Ежов отправил Сталину около 15 000 спецсообщений с докладами об арестах, проведении карательных операций, запросами о санкционировании тех или иных репрессивных акций, с протоколами допросов. Таким образом, в день он отправлял более 20 документов, во многих случаях достаточно обширных. Как следует из журнала записей посетителей кабинета Сталина, в 1937—1938 годах Ежов побывал у вождя почти 290 раз и провёл у него в общей сложности более 850 часов. Это был своеобразный рекорд: чаще Ежова в сталинском кабинете появлялся только Молотов.

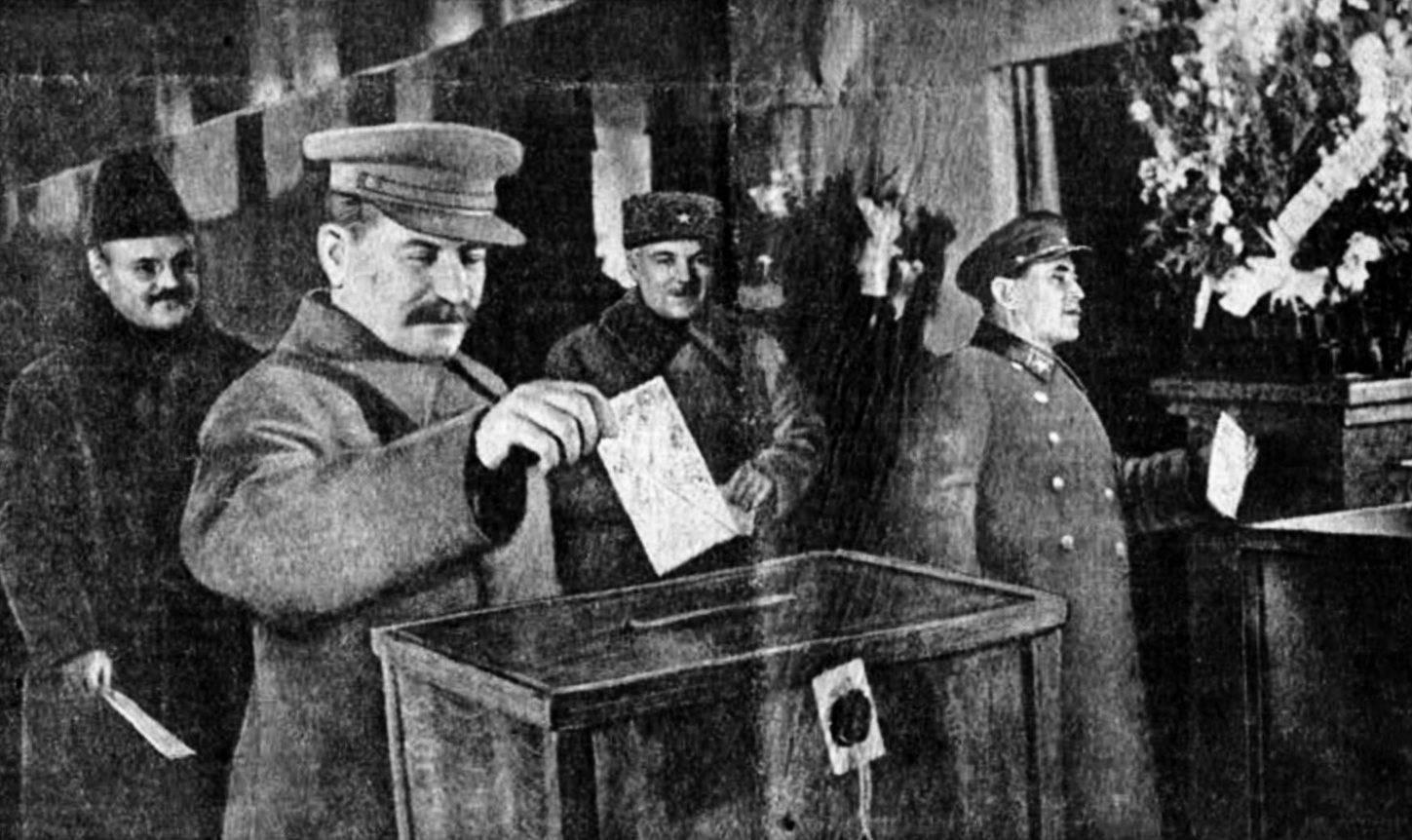
Ежов (справа), Сталин, Молотов и Ворошилов на выборах 1937 года.

Ежов сыграл важную роль в политическом и физическом уничтожении так называемой «ленинской гвардии». При нём были репрессированы бывшие члены Политбюро ЦК ВКП(б) Ян Рудзутак, Станислав Косиор, Влас Чубарь, Павел Постышев, Роберт Эйхе, виднейшие представители РСДРП(б)—ВКП(б) (В. А. Антонов-Овсеенко, А. В. Шотман, В. И. Невский, А. С. Бубнов, И. С. Уншлихт, И. Д. Орахелашвили, Н. В. Крыленко, А. С. Енукидзе, Н. П. Брюханов, Я. С. Ганецкий, А. П. Смирнов, И. А. Пятницкий, Г. И. Ломов-Оппоков, А. Г. Шляпников, В. П. Милютин, И. Е. Любимов, Н. К. Антипов, И. А. Теодорович, В. И. Межлаук, Я. А. Яковлев, И. А. Акулов, А. С. Киселёв, Д. Е. Сулимов, А. П. Серебровский, Л. М. Карахан, И. М. Варейкис, К. Ю. Х. Данишевский, Я. А. Берзин, В. Г. Кнорин, Л. И. Картвелишвили, П. А. Богданов, Б. З. Шумяцкий, Ю. П. Фигатнер, Р. И. Берзин, Е. К. Светлова-Соколовская, К. В. Уханов, Б. А. Бреслав, А. И. Догадов, И. П. Жуков, Г. М. Мусабеков, М. М. Хатаевич, Ш. З. Элиава, А. А. Бекзадян, Л. С. Сосновский, Д. З. Лебедь, С. И. Сырцов, В. А. Трифонов, А. Г. Белобородов, И. Ф. Кодацкий, Б. П. Шеболдаев, В. М. Смирнов, П. Н. Мостовенко, Н. А. Угланов, В. Г. Яковенко, В. В. Шмидт и др.); был проведён ряд громких процессов против бывших членов руководства страны, закончившихся смертными приговорами, особенно Второй московский процесс (январь 1937 года), Дело военных (июнь 1937 года) и Третий московский процесс (март 1938 года). В своём рабочем столе Ежов хранил пули, которыми были расстреляны Зиновьев, Каменев и Иван Смирнов; эти пули были изъяты впоследствии при обыске у него. В ходе репрессий он лично принимал участие в пытках. 27 ноября 1937 года лично исполнил приговор ВКВС СССР в отношении А. С. Калыгиной.
Данные о деятельности Ежова в области собственно разведки и контрразведки неоднозначны. Известно, что при нём органами НКВД был похищен в Париже генерал Евгений Миллер (1937 год) и проводился ряд операций против Японии; за рубежом был организован ряд убийств, в частности под руководством Ежова была разработана операция по устранению лидера украинских националистов Евгения Коновальца (убит в Нидерландах в мае 1938 года).
Получил распространение своеобразный культ Ежова как человека, беспощадно уничтожающего «врагов». В 1937—1938 Ежов — один из самых могущественных советских руководителей, фактически четвёртый человек в стране после Сталина, Молотова и Ворошилова. Портреты Ежова печатались в газетах и присутствовали на митингах. Известность получили обе версии плаката Бориса Ефимова «Стальные Ежовы рукавицы», где нарком берёт в ежовую рукавицу многоголовую змею, символизирующую троцкистов и бухаринцев. Была опубликована «Баллада о наркоме Ежове» за подписью казахского акына Джамбула Джабаева (по некоторым данным, сочинённая «переводчиком» Константином Алтайским). Постоянные эпитеты — «сталинский нарком», «любимец народа». Прославлялся Ежов также в детском журнале «Мурзилка».
Ежов очень хорошо владел письменной речью:
Помню, когда я изучал дело Ежова, меня поразил стиль его письменных объяснений. Если бы я не знал, что за плечами у Николая Ивановича незаконченное низшее образование, то мог бы думать, что это так складно пишет, так ловко владеет словом хорошо образованный человек. Поражает и масштаб его деятельности. Ведь именно этот невзрачный, необразованный человек организовал строительство Беломорканала (начал эту «работу» его предшественник Ягода), Северного пути, БАМа.— Уколов А. Т., председатель военной коллегии Верховного суда РФ
по рассмотрению дела Ежова и Абакумова
8 апреля 1938 года он был назначен по совместительству наркомом водного транспорта СССР, что могло свидетельствовать о грозящей ему опале.

### Опала (ноябрь 1938)
В августе 1938 года первым заместителем Ежова по НКВД СССР и начальником Главного управления государственной безопасности был назначен Лаврентий Берия, к которому с этого момента стало переходить фактическое руководство наркоматом.
После того, как 19 ноября 1938 года в Политбюро обсуждался донос на Ежова, поданный начальником управления НКВД по Ивановской области В. П. Журавлёвым (который вскоре был перемещён на пост начальника УНКВД по Москве и Московской области), 23 ноября Ежов написал в Политбюро и лично Сталину прошение об отставке, в котором признал себя ответственным за вредительскую деятельность различных «врагов народа», проникших по недосмотру в НКВД и прокуратуру. Он брал на себя вину за бегство ряда разведчиков и просто сотрудников НКВД за границу (в 1938 году начальник НКВД по Дальневосточному краю Г. С. Люшков бежал в Японию, в то же время начальник НКВД Украинской ССР А. И. Успенский скрылся в неизвестном направлении, а ближайший соратник Ежова — начальник Ленинградского УНКВД М. И. Литвин застрелился, ожидая ареста и т. д.); признавал, что «делячески подходил к расстановке кадров» и тому подобное. Предвидя скорый арест, Ежов просил Сталина «не трогать моей 70-летней старухи матери». Вместе с тем, Ежов подытожил свою деятельность так: «Несмотря на все эти большие недостатки и промахи в моей работе, должен сказать, что при повседневном руководстве ЦК НКВД погромил врагов здорово…».

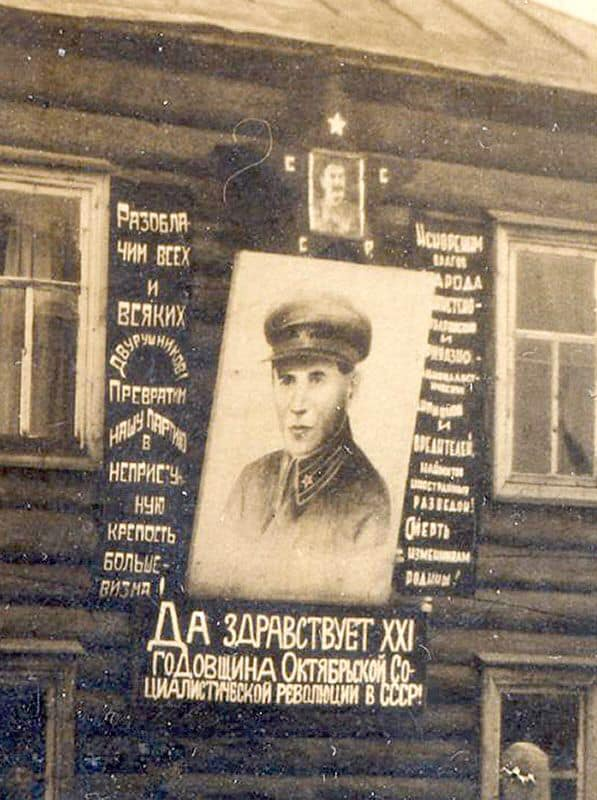
Портреты Ежова и Сталина на стенах гулаговской постройки в преддверии XXI годовщины Октября (до снятия Ежова с должности 17 дней).

24 ноября 1938 года был освобождён от обязанностей наркома внутренних дел с сохранением за ним должности секретаря ЦК ВКП(б) и председателя Комиссии партийного контроля.
9 декабря 1938 года «Правда» и «Известия» опубликовали следующее сообщение: «Тов. Ежов Н. И. освобождён, согласно его просьбе, от обязанностей наркома внутренних дел с оставлением его народным комиссаром водного транспорта». Преемником Ежова стал назначенный в НКВД с поста первого секретаря ЦК Компартии Грузинской ССР Лаврентий Берия, который с конца сентября 1938 года по январь 1939 года провёл широкомасштабные аресты людей Ежова в НКВД, прокуратуре и судах.
21 января 1939 года Ежов присутствовал на торжественно-траурном заседании по случаю 15-летней годовщины смерти Ленина, но делегатом XVIII съезда ВКП(б), начавшегося 10 марта, избран не был. Ежов имел право присутствовать на съезде как член ЦК; он побывал на нескольких заседаниях и попытался выступить, но сделать этого ему не дали. В новый состав ЦК Ежова также не избрали.
9 апреля 1939 года Ежов лишился должности наркома водного транспорта СССР, а сам наркомат был разделён на наркоматы речного и морского флота.

### Арест (апрель 1939) и расстрел (февраль 1940)
На следующий день после снятия с должности наркома водного транспорта СССР, 10 апреля 1939 года, Ежов был арестован при участии Берии и Маленкова в кабинете последнего. Дело Ежова, по утверждению Судоплатова, курировал лично Берия и его ближайший сподвижник Богдан Кобулов. Следствие по делу Ежова вел Б. В. Родос, сотрудник исполнительный и жестокий. Содержался Ежов, как и большинство его подельников, в Сухановской особой тюрьме НКВД СССР. Бериевское «следствие», следуя сталинским указаниям, слепило для отобранных для этого арестованных целую антисоветскую заговорщическую организацию в органах НКВД, партийных и хозяйственных структурах СССР.
Согласно обвинительному заключению, «подготовляя государственный переворот, Ежов готовил через своих единомышленников по заговору террористические кадры, предполагая пустить их в действие при первом удобном случае. Ежов и его сообщники Фриновский, Евдокимов и Дагин практически подготовили на 7 ноября 1938 года путч, который, по замыслу своих вдохновителей, должен был выразиться в совершении террористических акций против руководителей партии и правительства во время демонстрации на Красной площади в Москве».
Также там утверждалось: «Не имея сочувствия и опоры в массах советского народа, Ежов и его ближайшие сообщники Евдокимов, Фриновский и др. для практического осуществления своих предательских замыслов создавали и насаждали шпионские и заговорщицкие кадры в различных партийных, советских, военных и прочих организациях СССР, широко проводя вредительскую работу на важнейших участках партийной, советской и, особенно, наркомвнудельской работы как в центре, так и на местах, истребляя преданные партии кадры, ослабляя военную мощь Советского Союза и провоцируя недовольство трудящихся». Вместе с Ежовым, Фриновским, Евдокимовым, Дагиным по делу этого явно вымышленного заговора проходили такие крупные чины центрального аппарата ГУГБ НКВД СССР и региональных управлений, как Н. Г. Николаев-Журид, С. Ф. Реденс, Л. Б. Залин, Н. Н. Фёдоров, З. И. Пассов, И. П. Попашенко, В. Е. Цесарский, И. И. Шапиро, В. А. Ульмер, З. Н. Глебов-Юфа, В. В. Ярцев, С. Н. Миронов-Король, А. И. Успенский, А. А. Наседкин, Н. А. Загвоздин, А. С. Журбенко, Е. Ф. Кривец, В. М. Дреков, Г. А. Лупекин, И. П. Лоцманов и др. (всего же в списке от 16.1.1940, направленном Л. П. Берией в Политбюро ЦК ВКП(б) с предложением осудить по 1-й категории, было до 160 сотрудников НКВД, офицеров погранвойск, внутренних войск и служащих разных структур наркомата, не считая гражданских лиц, привлеченных по тому же делу; по 2-й категории было осуждено 45 сотрудников НКВД СССР).

Кроме того, Ежов обвинялся в преследовавшемся с 1934 года по советским законам мужеложстве. 24 апреля 1939 года Ежовым было написано заявление с признанием в своих гомосексуальных связях. Среди обозначенных в признании Ежова любовниками значились: театральный деятель Я. И. Боярский-Шимшелевич, видный партиец Ф. И. Голощёкин, дивизионный комиссар В. К. Константинов, охранник И. Н. Дементьев. Все они были арестованы и расстреляны, кроме Ивана Дементьева, отправленного на принудительное лечение в психиатрическую больницу (в обвинительном заключении было сказано, что Ежов совершал акты мужеложства, «действуя в антисоветских и корыстных целях»). Впрочем, подобные обвинения не вошли в обвинительное заключение и Ежову на суде не предъявлялись. Внесён в список Л. Берии от 16 января 1940 года по 1-й категории (то есть расстрел). На следствии Ежов отвергал все обвинения, но после избиений написал признательные показания по всем обвинениям. На заседании ВКВС СССР Ежов отказался от своих признаний в шпионаже, терроризме и заговоре, но своей ошибкой признавал то, что мало чистил органы госбезопасности от врагов народа:
Я почистил 14 000 чекистов, но огромная моя вина заключается в том, что я мало их почистил.
В последнем слове на суде Ежов также заявил:
На предварительном следствии я говорил, что я не шпион, я не террорист, но мне не верили и применили ко мне сильнейшие избиения. Я в течение двадцати пяти лет своей партийной жизни честно боролся с врагами и уничтожал врагов. У меня есть и такие преступления, за которые меня можно и расстрелять, и я о них скажу после, но тех преступлений, которые мне вменены обвинительным заключением по моему делу, я не совершал и в них не повинен… Я не отрицаю, что пьянствовал, но я работал как вол… Когда на предварительном следствии я писал якобы о своей террористической деятельности, у меня сердце обливалось кровью. Я утверждаю, что я не был террористом. Если бы я хотел произвести террористический акт над кем-либо из членов правительства, я для этой цели никого бы не вербовал, а, используя технику, совершил бы в любой момент это гнусное дело… Передайте Сталину, что умирать я буду с его именем на устах.
3 февраля 1940 года Николай Ежов был приговорён Военной коллегией Верховного Суда СССР к «исключительной мере наказания» — расстрелу вместе с М. П. Фриновским, Н. Г. Николаевым-Журидом, Н. Н. Фёдоровым и др. Приговор был приведён в исполнение 6 февраля (по другой версии — 4 февраля) 1940 года в Сухановской тюрьме комендантом НКВД В. М. Блохиным в присутствии заместителя Главного военного прокурора Н. П. Афанасьева; вместе с Ежовым был расстрелян и Н. Г. Николаев-Журид. Согласно утверждению Судоплатова, «Когда его вели на расстрел, он пел „Интернационал“». Место захоронения — «могила невостребованных прахов» № 1 крематория Донского кладбища.

## Личная жизнь
Как отмечает академик А. И. Фурсов, Ежов был бисексуалом, а не гомосексуалом, как принято считать. Тем не менее, его отправляли на лечение в Германию, поскольку тогда гомосексуализм считался психиатрическим заболеванием, с которым советская медицина не была в силах справиться. Кроме того, Ежов страдал тяжёлой формой алкоголизма.

### Семья
Первая жена — Антонина Алексеевна Титова (1897 — 14.9.1988), с 1917, по другим данным — с 1919 года или с 1921 года, разведены в 1929 году, по другим данным — в 1930 году. Репрессиям не подвергалась, выпустила в 1940 году книгу «Организация работы звеньев в свеклосеющих совхозах». В 1946 году ушла на пенсию по болезни.

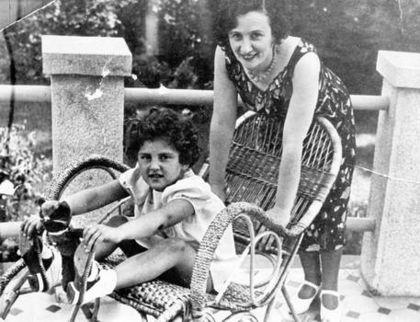
Вторая жена Ежова — Евгения Хаютина с их приёмной дочерью Наташей

Вторая жена (с 1931) — Евгения (Суламифь) Соломоновна Ежова (Гладун, Хаютина, урождённая Фейгенберг), покончила жизнь самоубийством незадолго до ареста мужа.
- Приёмная дочь — Наталья Николаевна Хаютина (1932? — 10.01.2016), взята в семью Ежовых в 1933 году из детского дома в пятимесячном возрасте. После смерти матери и ареста отца была помещена обратно в детский дом. В годы Перестройки безуспешно добивалась реабилитации Ежова[64]. Последние 25 лет, до своей кончины, жила в селе Ола Магаданской области. Автор стихов и рассказов о Колыме, публиковавшихся в областных и районных газетах. Незадолго до смерти Хаютиной вышла книга её воспоминаний «Одна против всех»[65].
- Шурин — Илья Соломонович (Элиас Залманович) Фейгенберг (1893—1940), заведующий торгово-снабженческой частью издательства «Ведомости Верховного Совета РСФСР». Арестован 18 июня 1939 года. Расстрелян 3 февраля 1940 года. Место захоронения — «могила невостребованных прахов» № 1 крематория Донского кладбища. Реабилитирован посмертно[66].

Брат Иван Ежов (1897—1940) арестован через две недели после ареста Николая Ежова. Внесён в список Л. Берии от 16 января 1940 года по 1-й категории. Расстрелян 21 января 1940 года. Место захоронения — «могила невостребованных прахов» № 1 крематория Донского кладбища. Реабилитирован посмертно.
Сестра Евдокия Ежова (1893—1958), в замужестве Бабулина. Жила в Москве. Племянники:
- Сергей Николаевич Бабулин (1910—1974), портной. Постановлением Особого совещания при НКВД от 23 октября 1939 года как социально-опасный элемент приговорён к восьми годам исправительно-трудовых лагерей. 22 мая 1946 года, по истечении срока заключения, освобождён, однако 26 января 1952 на тех же, что и прежде, основаниях постановлением Особого совещания при МГБ СССР отправлен в ссылку сроком на пять лет. В конце мая 1953 года освобождён по амнистии[18][69].
- Анатолий Николаевич Бабулин (1911—1940), инженер-механик Центрального научно-исследовательского института авиамоторостроения. Арестован 11 апреля 1939 года. Внесён в список Л. Берии от 16 января 1940 года по 1-й категории. Расстрелян 21 января 1940 года. Место захоронения — «могила невостребованных прахов» № 1 крематория Донского кладбища. Реабилитирован посмертно[70].
- Виктор Николаевич Бабулин (1913—1940), студент Московской промышленной академии имени Л. М. Кагановича. Арестован 11 апреля 1939 года. Внесён в список Л. Берии от 16 января 1940 года по 1-й категории. Расстрелян 21 января 1940 года. Место захоронения — «могила невостребованных прахов» № 1 крематория Донского кладбища. Реабилитирован посмертно[66].

Адрес
В 1930-х годах жил на Остоженке, дом 1, кв. 21.

## Награды
- Орден Ленина — «за выдающиеся успехи в деле руководства органами НКВД по выполнению правительственных заданий» (июль 1937 года)[20]
- Юбилейная медаль «XX лет Рабоче-Крестьянской Красной Армии» (22 февраля 1938 года)
- Нагрудный знак «Почётный чекист»[72].
- Орден Красного Знамени (Монголия)[73].

Указом Президиума Верховного Совета СССР от 24 января 1941 года лишён государственных наград СССР и специального звания.

## Названия в честь Ежова
В честь Ежова в 1937—1939 годах назывались:
- город Черкесск (Ежово-Черкесск);
- село Евгащино (Ежово) Большереченского района Омской области;[источник не указан 1169 дней]
- село Жданови (Ежовокани) Ниноцминдского района Грузии;[источник не указан 1169 дней]
- село Чкалово (Ежово) Пологовского района Запорожской области;
- железнодорожная станция имени Тараса Шевченко (имени Ежова) в Смеле Черкасской области[74];
- в Кривом Роге в честь Ежова в 1936—1939 годах был назван административный район (Ежовский район, ныне Центрально-Городской район)[75];
- в Свердловске (ныне Екатеринбург) в честь Ежова в 1938—1939 годах был назван административный район (Ежовский район, ныне Верх-Исетский район);[источник не указан 1169 дней]
- проспект Ежова в Семипалатинске, ныне проспект Шакарима;[источник не указан 1169 дней]
- улица О. Кошевого в Краматорске раньше носила Ежова.[источник не указан 1169 дней]
- в Новосибирске 15 октября 1937 года улица Томская была переименована в улицу Ежова, которая 9 мая 1939 года стала улицей Салтыкова-Щедрина;[источник не указан 1169 дней]
- улица Осипенко (Ежова) в Самаре;[источник не указан 1169 дней]
- в монографии «Заметки о Тюмени (1906—1956 годы)» тюменского бытописателя А. С. Улыбкина указано, что в Тюмени улица Томская с 1937 года была переименована в улицу Ежова, а с 1939 года — в улицу Осипенко[76];
- Киевский стадион «Динамо» носил в 1930-х годах имя Ежова;[источник не указан 1169 дней]
- пароход «Николай Ежов», в 1936—1957 годах перевозивший заключённых из дальневосточных портов Находка и Ванино на Колыму, 13 мая 1939 года переименован в «Феликс Дзержинский».[источник не указан 1169 дней]
- посёлок Лопатино (Ежов) — ныне город Волжск Республики Марий Эл

## После смерти
Об аресте и расстреле Ежова в советской печати ничего не сообщалось; он просто исчез без каких-либо объяснений. Среди внешних знаков падения Ежова были переименование в 1939 году недавно названного в его честь города Ежово-Черкесска в Черкесск и исчезновение его изображений с некоторых «исторических» фотографий. В первом издании «Краткого курса истории ВКП(б)» (1938) в описании октябрьских событий 1917 года имелась фраза о Ежове, а ниже, при описании событий Гражданской войны, его имя входило в перечень «деятелей», занимавшихся «политическим просвещением Красной армии»; начиная с переиздания 1939 года эти упоминания Ежова были сняты.
В 1963 году приёмная дочь Ежова Наталья Хаютина обратилась в прокуратуру с просьбой о реабилитации отчима, отметив, что «не он один участвовал в репрессиях», но её просьбу оставили без ответа. Спустя 35 лет она предприняла очередную попытку, которую Военная прокуратура Российской Федерации в этот раз не проигнорировала. 4 июня 1998 года состоялось заседание военной коллегии Верховного суда во главе с генерал-лейтенантом юстиции, заместителем председателя военной коллегии Анатолием Уколовым. В ходе заседания было зачитано официальное заключение Военной прокуратуры, подготовленное при участии ФСБ и подписанное Главным военным прокурором Юрия Дёмина: его зачитал заместитель главного военного прокурора генерал-лейтенант Смирнов. Согласно заключению, за совершённые в 1936—1938 годах массовые репрессии смертный приговор в отношении Ежова был вынесен на законных основаниях. При этом в заключении предлагалось снять с Ежова обвинения по недоказанным эпизодам — в том числе в шпионаже в пользу иностранных разведок и убийстве жены. В итоге военная коллегия постановила отказать в реабилитации Ежова и оставила прежний приговор в силе: согласно вердикту Верховного суда, действия закона «О реабилитации жертв политических репрессий» не могли распространяться на Ежова как прямого виновника репрессий.

## Образ Ежова в культуре и творчестве

### Поэзия
- Джамбул Джабаев, Песнь о батыре Ежове (перевод К. Алтайского)
- Песня о чекистах (музыка Николая Речменского, слова Георгия Рублёва, 1938)

### Проза
- Один из героев романа Анатолия Рыбакова «Дети Арбата».
- Один из героев романа Виктора Суворова «Контроль».

### Музыка
- Упоминается в песне «Горбочерт» с альбома 2018 года группы Пурген

### Киновоплощения
- 1968 — Пинкас Браун (Pinkas Braun) («Падение Тухачевского» / Der Fall Tuchatschewskij (ФРГ)
- 1990 — Николай Ферапонтов («Враг народа Бухарин», СССР)
- 1992 — Матьяш Устич (венг. Usztics Mátyás) («Сталин», США — Венгрия — Россия)
- 2004 — Андрей Смоляков («Дети Арбата», Россия)
- 2006 — Юрий Черкасов («Очарование зла», Россия)
- 2006 — Сергей Перевозкин («Сталин. Live», Россия)[78]
- 2010 — Олег Васильков («Тухачевский. Заговор маршала», Россия)
- 2011 — Александр Сендерович («Отель „Люкс“», ФРГ)
- 2012 — Тимофей Трибунцев («Дело следователя Никитина», Россия)
- 2015 — Игорь Арташонов («Власик. Тень Сталина», сериал, Россия)
- 2017 — Юрий Круглов («Охота на дьявола», сериал, Россия)[79].
- 2018 — Игорь Фурманюк («Зорге», Россия)
- 2022 — Радик Галиуллин («Начальник разведки», Россия)